# Eggerhof
Eggerhof ist ein Ortsteil der Gemeinde Großaitingen im bayerischen Regierungsbezirk Schwaben südlich von Augsburg im Landkreis Augsburg auf der Gemarkung Reinhartshofen.
Die Einöde kam am 1. Mai 1978 von der ehemals selbstständigen Gemeinde Reinhartshofen zur Gemeinde Großaitingen. Bei der Volkszählung 1987 war der Ort unbewohnt.